# Howard Frier
Howard Fletcher Frier (Suffolk, 31 marzo 1976) è un ex cestista statunitense naturalizzato estone.

## Palmarès
- Campionato estone: 2

Kalev/Cramo: 2004-2005, 2005-2006
- Coppa di Estonia: 1

Kalev/Cramo: 2005